# Franz Barsch
Franz Barsch (30 de Novembro de 1911 - † 15 de Abril de 1945) foi um comandante de U-Boot que serviu na Kriegsmarine durante a Segunda Guerra Mundial.